# Panama City Beach
Panama City Beach é uma cidade localizada no estado americano da Flórida, no condado de Bay. Foi incorporada em 1959.

## Geografia
De acordo com o United States Census Bureau, a cidade tem uma área de 48,2 km², onde 47,6 km² estão cobertos por terra e 0,6 km² por água.

### Localidades na vizinhança
O diagrama seguinte representa as localidades num raio de 24 km ao redor de Panama City Beach.

## Demografia
Segundo o censo nacional de 2010, a sua população é de 12 018 habitantes e sua densidade populacional é de 252,3 hab/km². É a localidade que, em 10 anos, teve o maior crescimento populacional do condado de Bay. Possui 17 141 residências, que resulta em uma densidade de 359,9 residências/km².